# 鶏頂山スキー場
鶏頂山スキー場（けいちょうざんスキーじょう）は、かつて栃木県塩谷郡藤原町（現・日光市）にあったスキー場である。2000年に閉鎖された。

## 概要
1961年、鶏頂山総合開発会社が鶏頂山北麓で鶏頂山スキー場の経営開始。

## 設備・コース
- 1970年代は、隣接の鶏頂高原スキー場（別名：鬼怒高原スキー場、現・エーデルワイス スキーリゾート）と一体で、栃木県下最大規模であった。鶏頂山スキー場はペアリフト1基（500m）、鶏頂高原スキー場は見晴らしリフト（950m、中間降り場有り）と枯木沼リフト（530m）。コースは鶏頂山スキー場が初級・中級向けで、鶏頂高原スキー場は中級・上級向けであった[2]。
- 1990年代は、メイプルヒルスキーリゾートと一体で、鶏頂山スキー場はリフト3基（第1ペア、第2ペア、第3）、ロープトウ1基（50m）。ナイター設備無し[3]。